# マンティネイア
マンティネイア（古希: Μαντίνεια Mantineia マンティニア、マンディニア、マンディネアとも）は、古代ギリシアのペロポネソス半島のアルカディア地方にあったポリスの一つ。三度「マンティネイアの戦い」が起きたことで知られる。現代ではギリシア共和国のアルカディア県の旧自治体であり、新自治体のトリポリに含まれる。

## 歴史

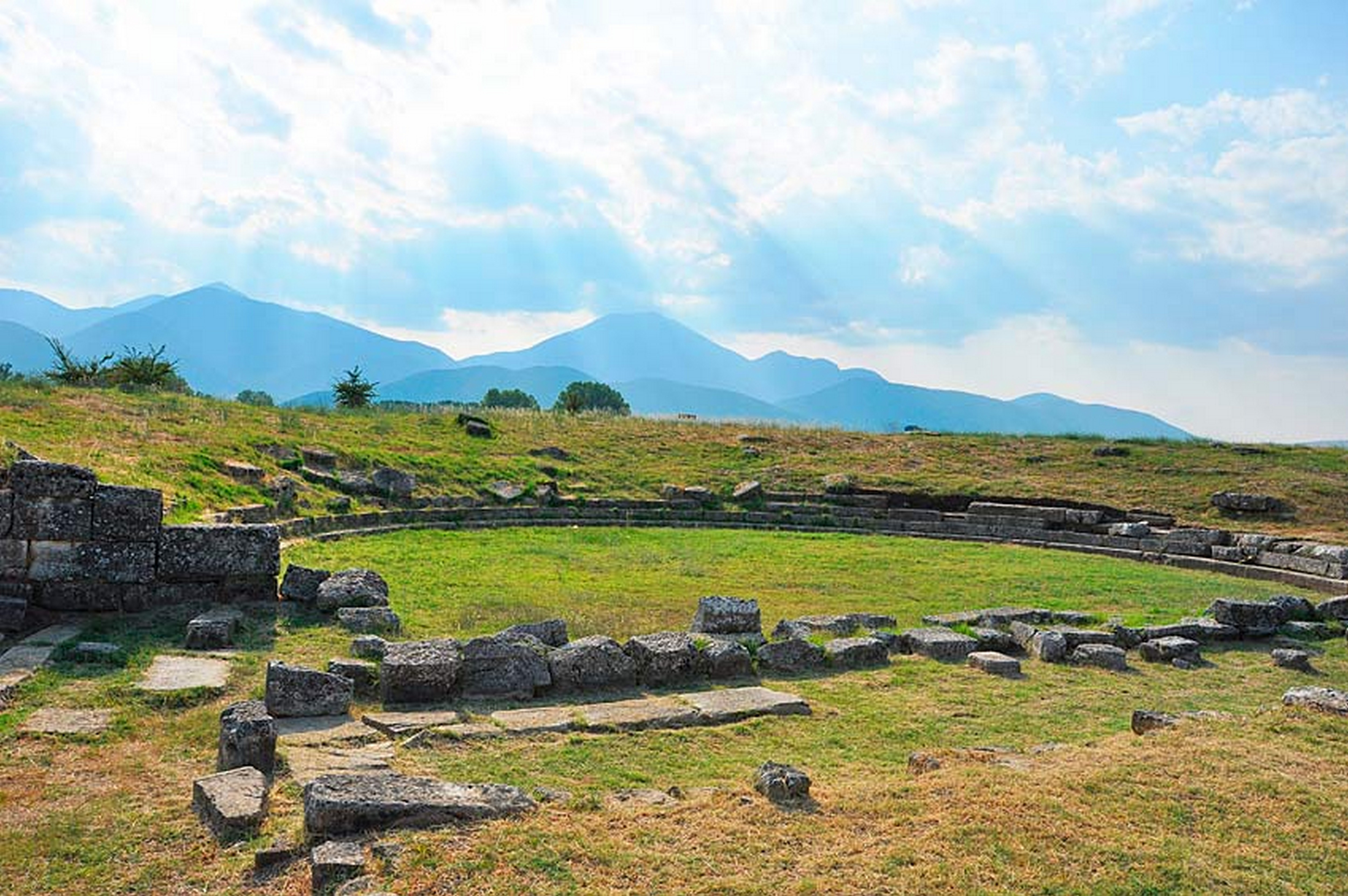
劇場跡

紀元前500年ごろ、5つの集落の移住によるシュノイキスモスで成立し、民主政を採用した。市名はリュカオンの子マンティネウスにちなむ。
ペルシア戦争後、スパルタと友好を結びテゲアと絶えず対立した。ペロポネソス戦争中の紀元前420年、アテナイ、アルゴス、エリスと同盟を結び、スパルタと対立するようになった（ニキアスの和約後のアルキビアデスによる同盟）。紀元前418年、一度目の「マンティネイアの戦い」が起こり、同盟軍はアギス2世率いるスパルタ軍に敗戦した。
紀元前385年、スパルタ軍によるマンティネイア包囲に敗戦し、シュノイキスモスの逆である「ディオイキスモス」すなわちポリスの解体を強制された。
紀元前371年、レウクトラの戦いでテバイがスパルタに勝つと、翌紀元前370年、テバイによりポリスが再建されたが、市民はテバイを恐れスパルタと同盟を結んだ。紀元前362年、二度目の「マンティネイアの戦い」が起こり、スパルタとともにテバイに敗戦した。テバイの名将エパメイノンダスはこの戦いで命を落とした。
ヘレニズム期にはアカイア同盟に入りスパルタと対立したが、度々同盟を裏切ったため、紀元前223年、シキュオンのアラトスにより市民の処刑や奴隷化がおこなわれ、市名を「マンティネイア」からアラトスの支援者アンティゴノス3世にちなむ「アンティゴネイア」に強制改名された。紀元前207年、三度目の「マンティネイアの戦い」が起こり、ピロポイメン率いるアカイア同盟軍がマカニダス率いるスパルタ軍に勝利した。
ローマ帝国期、ハドリアヌス帝によるギリシア文化復興の一環として、125年に市名が「マンティネイア」に戻された。パウサニアス『ギリシア案内記』第8巻には当時のマンティネイアが記録されている。市内にはアルカスの遺骨が保存されており、ゼウスを始めとする諸神の神殿や、ハドリアヌスが寵愛した美少年アンティノウスの神殿があった。
現代では、ギリシア共和国のトリポリやネスタニにあたる。「トリポリ」という名はマンティネイア、テゲア、パランティオンの三ポリスの付近であることにちなむ。遺跡として、市壁や塔門の基礎、アゴラや劇場の一部が現存する。出土品にアテネ国立考古学博物館所蔵のMantineia Baseがある。保護原産地呼称を持つギリシアワインの名産地でもある。

## 出身者
- ディオティマ - プラトン『饗宴』に登場する女性哲学者。